# Ascensão de Isaías

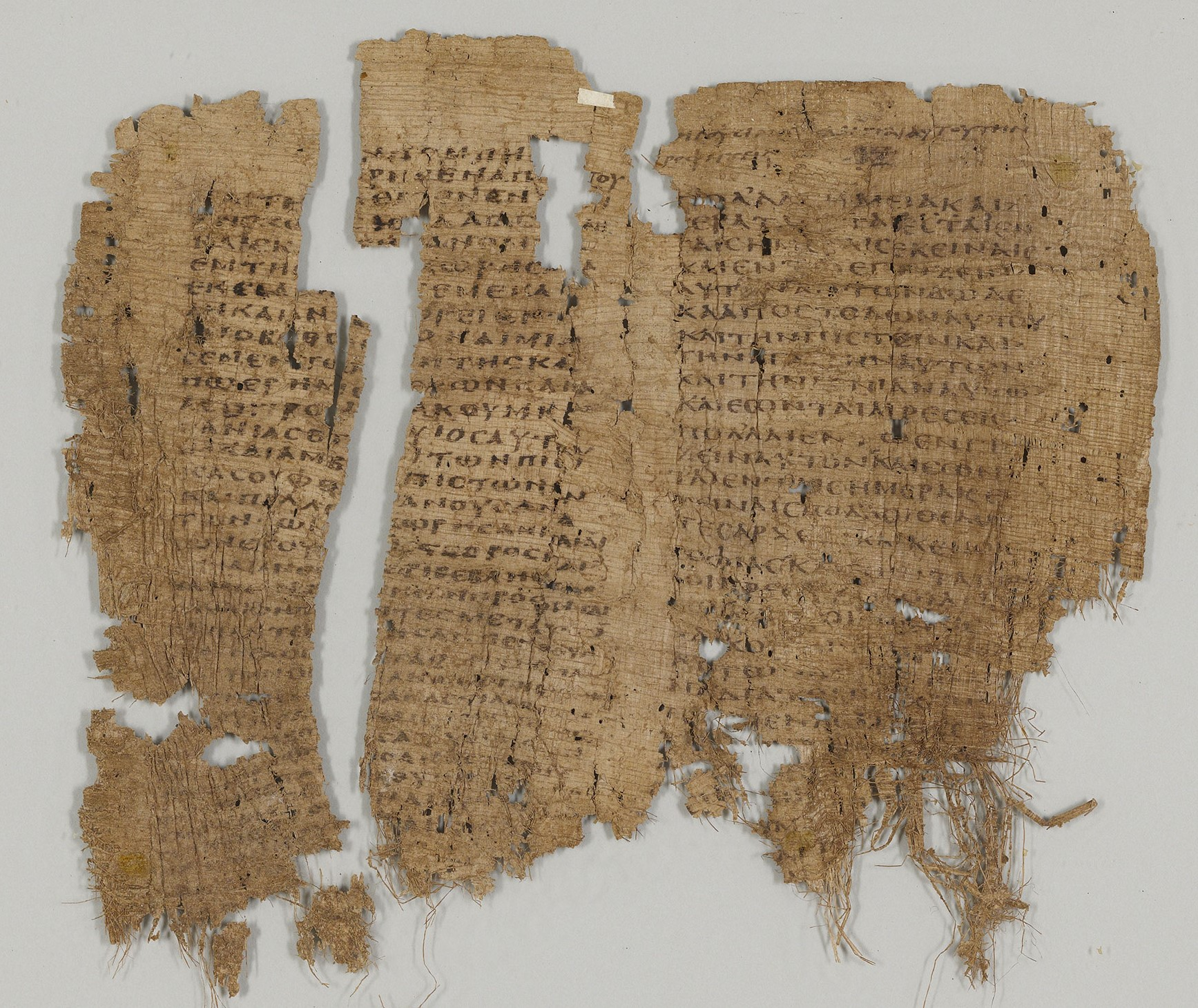
Papiros Amherst, Grego 1.1, verso.

A Ascensão de Isaías é um apócrifo do Velho Testamento que remonta do I ou II século compilado por um desconhecido erudito cristão. De acordo com a teoria de Robert Henry Charles, o texto incorpora três seções distintas. O primeiro parece ter sido escrito por um autor judeu e os outros dois por autores cristãos. Como se estabelece ter sido escrito no primeiro ou segundo século após a ressurreição de Jesus Cristo, sua credibilidade é bastante duvidosa.
Contém 3 diferentes seções relacionadas ao profeta Isaías. 
- A primeira parte do livro é chamada de Martírio de Isaías. Nele fala que antes do rei Ezequias morrer, Isaias o adverte que seu filho Manassés não vai seguir seu caminho. Quando Manassés assume, Isaías e um grupo de colegas profetas vão para o deserto e um demônio chamado Belial inspira o falso profeta Belkira a acusa-lo de traição. O rei condena Isaías a morte serrando-o ao meio, conforme a narrativa judaica.
- A segunda parte do livro é chamada de Visão de Isaías ou Testamento de Ezequias. Nesta parte o autor pode ter incorporado um apocalipse, ou revelação, de origem cristã e que provavelmente seja uma lenda que fala de uma visão da vinda de Jesus, da corrupção posterior da igreja cristã, do estado de Belial, e da segunda vinda.
- A terceira parte descreve a viagem de Isaías através dos Sete Céus, e fala da vida, morte e ressurreição de Jesus Cristo.

O apócrifo Ascensão de Isaías consiste de, mais ou menos, três manuscritos etíopes mas fragmentos foram escritos em grego, latim e eslavo antigo. Todos os três textos parecem ter sido escritos originalmente em grego, mas é possível que o texto designado por "Martírio de Isaías" tenha sido escrito a partir de um original escrito em hebraico ou aramaico. O nome do livro era conhecido por Epifânio e Jerónimo de Estridão, primeiro compilador e tradutor dos textos hebraicos do Velho Testamento e dos textos escritos em grego do Novo Testamento, para o latim, originando a chamada Vulgata.
Estes três textos não foram reconhecidos pelo cristianismo por serem considerados apócrifos e, portanto, não foram incluidos no cânon bíblico.